# Edificio Cabo Persianas
El edificio Cabo Persianas es un inmueble ubicado en la calle San Pablo, número 2 de la ciudad española de Sevilla.

## Origen y descripción
El edificio, conocido popularmente como «Cabo Persianas», fue construido entre 1938 y 1940 y es obra de Rafael Arévalo Carrasco y Gabriel Lupiáñez Gely.
En su origen el edificio se nombraba como la casa de alquiler para Manuel Marcos y al tiempo de su construcción se levantó una notable polémica por su lenguaje racionalista, innovador entonces, dentro de la trama de la ciudad histórica y se llegó a decretar su derribo en 1940 por el Ayuntamiento de Sevilla, pero el arquitecto municipal, Juan Talavera y Heredia, se opuso al mismo y consiguió que se paralizase.
Construido entre la guerra civil y la posguerra, la imagen de la obra parecía como uno de los buques de la naviera Ybarra, entonces en Sevilla, cuyos barcos llevaban el nombre de conocidos cabos geográficos, como el Cabo de Buena Esperanza o el Cabo de Hornos, y los vecinos terminaron por llamarle 'Cabo Persianas', por el llamativo número de ellas que tenían las ventanas.
Es un inmueble exento de planta cuadrangular irregular muy alargada. Ofrece en alzado dos aspectos muy distintos: el de la plaza de la Magdalena y el de la calle San Pablo, por un lado, y el visible desde las pequeñas calles laterales. Las fachadas a las calles principales muestran una planta baja de comercios y entreplanta retranqueadas, sobre las que vuela el cuerpo del edificio, de tres plantas horadadas por una secuencia de ventanas entre pilares, con los extremos curvos, en las que hay un claro predominio de la composición en franjas
horizontales. Las fachadas de las calles secundarias son completamente lisas, con múltiples ventanas distribuidas en toda la altura, abriéndose los vanos de luz de la caja de la escalera con ritmo distinto al de otras estancias.
El edificio está destinado a locales, oficinas y viviendas y cuenta con un sótano refugio tal como establecían las ordenanzas militares de la época. Fue rehabilitado por completo en 2016.
Desde un punto de vista histórico patrimonial, la edificación constituye una de las manifestaciones arquitectónicas construidas del Movimiento Moderno  en Andalucía y que junto a otros edificios representativos de la provincia de Sevilla fueron inscritos en el Catálogo General del Patrimonio Histórico Andaluz, como bienes de catalogación general.

## Estatus patrimonial
El edificio Cabo Persianas es un inmueble inscrito  como bien de catalogación general en el Catálogo General del Patrimonio Histórico Andaluz por Orden de 22 de julio de 2008 de la Consejería de Cultura de la Junta de Andalucía y goza del nivel de protección establecido para dichos bienes en la Ley 14/2007, de 26 de noviembre, del Patrimonio Histórico de Andalucía, singularmente en los artículos 33, 34, 43, 59 y 109.